# Ekstrakcja zęba

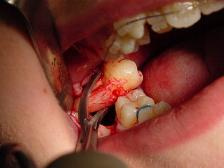
Ekstrakcja zęba trzonowego

Ekstrakcja zęba, usunięcie, pot. wyrwanie zęba – zabieg chirurgiczny polegający na usunięciu zęba z zębodołu przy użyciu odpowiedniego instrumentarium (kleszczy, dźwigni itp.). Zabieg wykonywany jest w znieczuleniu przy zachowaniu aseptyczności pola operacyjnego. Wskazaniami do ekstrakcji zębów są generalnie stany chorobowe niepoddające się już leczeniu zachowawczemu.  Najważniejsze to przewlekłe stany zapalne tkanek okołowierzchołkowych, głębokie złamania zębów czy zaawansowane stany paradontyczne. Czasami istnieje konieczność usunięcia całkowicie zdrowych zębów ze wskazań ortodontycznych lub w czasie przygotowania jamy ustnej do protezowania. Możliwym powikłaniem po ekstrakcji zęba jest suchy zębodół.

Przeczytaj ostrzeżenie dotyczące informacji medycznych i pokrewnych zamieszczonych w Wikipedii.